# Клима (Грчка)
Клима (грч. Κλήμα) је насељено место у општини Горуша у периферији Западна Македонија, Грчка. Према попису из 2021. године био је 41 становник.
Према бугарском географу и историчару, Василу Канчову, у Клими је 1900. године живело 90 Грка. Клима се налази у области Населица, која је некада била насељена словенским становништвом које је касније хеленизовано. Село се раније звало Фрукач.